# Teorema lui Steiner
Teorema lui Steiner sau teorema Huygens-Steiner sau teorema axelor paralele este utilizată în mecanică și permite calculul momentului de inerție al unui solid rigid fața de o axă, cunoscând momentul de inerție față de o axă paralelă cu prima și care trece prin centrul de masă al corpului.

Solidul rigid A având CG ca centru de masă, prin care trece axa x care este paralelă cu z

## Formulare
Se consideră un solid rigid A, care se rotește in jurul unei axe z paralelă cu axa x care trece prin centrul de masă CG al acestuia.
Momentul de inerție față de axa z este dat de:
{\displaystyle I_{z}=I_{cm}+md^{2},\,}
unde:
{\displaystyle I_{cm}\!} este momentul de inerție al obiectului față de centrul de masă;
{\displaystyle m\!} este masa obiectului;
{\displaystyle d\!} distanța dintre cele două axe paralele.